# Arborophila gingica
La arborófila de Fujián (Arborophila gingica) es una especie de ave galliforme de la familia Phasianidae endémica del sur de China. No se han descrito subespecies.